# Бетьки (Тукаевский район)
Бетьки (тат. Бәтке) — село в Тукаевском районе Татарстана, административный центр Бетькинского сельского поселения.

## География
Расположено на левом берегу Камы в месте впадения в неё реки Бетьки, примерно в 9 км ниже по течению от Нижнекамской ГЭС в Набережных Челнах. Имеются грузовые причалы на Каме, автомобильная и железная дороги от посёлка Круглое Поле.

## Население
| 1795 | 1859 | 1870 | 1897 | 1913 | 1926 | 1938 | 1949 | 1958 | 1970 | 1979 | 1989 | 2002 | 2010 |
| ---- | ---- | ---- | ---- | ---- | ---- | ---- | ---- | ---- | ---- | ---- | ---- | ---- | ---- |
| 594  | 1824 | 1995 | 1835 | 2165 | 1416 | 1363 | 1047 | 1434 | 1782 | 2234 | 2601 | 3749 | 3322 |

Национальный состав: 1989 - русские (52%), татары (40%); 2002 - русские (48%) татары (44%);. 2010 - татары (47%) русские (45%); 2020 - татары (50%) русские (42%).

## История
Основано не позднее 2-й половины XVII века. В дореволюционных источниках известно также под названием Богородское. До 2-й половины XIX в. жители относились к категории государственных крестьян (бывшие экономические, до 1764 — монастырские). Занимались земледелием, разведением скота, пчеловодством, плотничным промыслом, нанимались на близлежащие пристани и речные суда. В 1817 была построена Владимирско-Богородицкая церковь. В нач. XX в. здесь функционировали: приходское училище, красильный завод, 3 водяные и одна ветряная мельницы; по пятницам проходил базар.